# Ivan Favai
Ivan Favai, slovenski filolog, * 25. junij 1886, Ljubljana, † 21. februar 1958, Ljubljana.
Filologijo je študiral na Dunaju in v Gradcu, kjer je 1912 diplomiral. V letih 1912−1936 je bil gimnazijski profesor v Mariboru, nato do upokojitve 1948 v Ljubljani. V Mariboru je deloval v delavskih organizacijah in v socialističnem gibanju. Leta 1924 je ustanovil in bil prvi predsednik Ljudske univerze v Mariboru.

## Izbrana bibliografija
- Kulturni pomen socializma (prevod) (COBISS)